# Xã Draper, Quận Jones, South Dakota
Xã Draper (tiếng Anh: Draper Township) là một xã thuộc quận Jones, tiểu bang Nam Dakota, Hoa Kỳ. Năm 2010, dân số của xã này là 33 người.